# Dezron Douglas

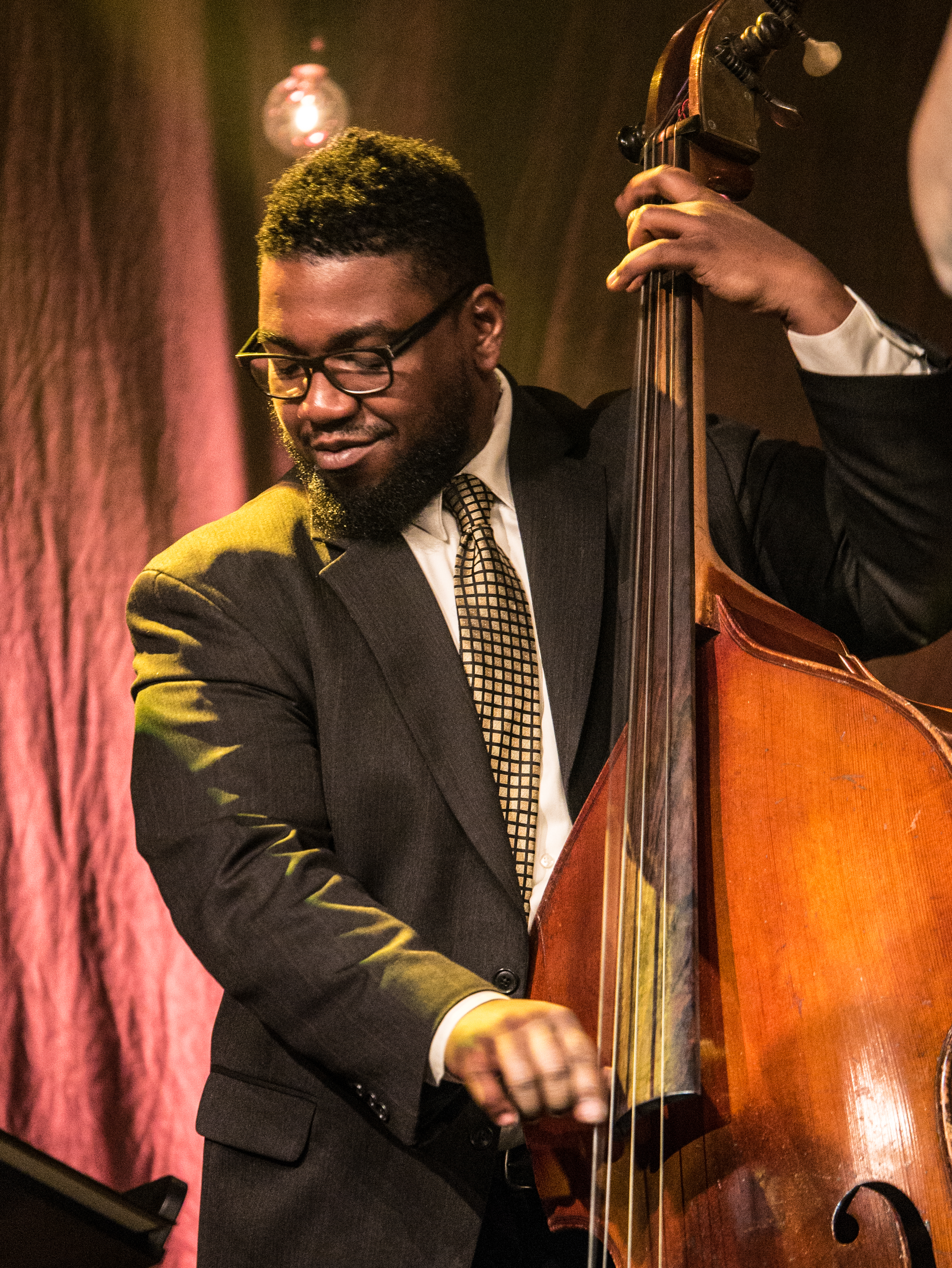
Dezron Douglas auf dem moers festival 2015

Dezron L. Douglas (* 19. Februar 1981 in Hartford, Connecticut) ist ein US-amerikanischer Musiker (Kontrabass, Komposition) des Modern Jazz.

## Leben und Wirken
Dezron Douglas wuchs in Hartford (Connecticut) auf und wuchs in einer musikalischen Umgebung auf; sein Onkel war der Jazz-Schlagzeuger Walter Bolden. Sein Mentor war Jackie McLean, in dessen Institute of African American Music an der Hartt School of Music er studierte. Dort arbeitete er u. a. mit Nat Reeves, Steve Davis und Jackie McLean; daneben spielte er auch mit Musikern wie René McLean, Jimmy Greene, Alan Jay Palmer, Abraham Burton und Eric McPherson. Erste Aufnahmen entstanden 2005 mit dem Schlagzeuger Michael Carvin. Im Laufe seiner bisherigen Karriere spielte er u. a. mit Pharoah Sanders, George Cables, Al Foster, Billy Drummond, Victor Lewis, Winard Harper, Mulgrew Miller, Brandee Younger, Makaya McCraven, Lewis Nash, Kevin Mahogany, Carla Cook, Kenny Garrett, Steve Coleman, Willie Jones III, Duane Eubanks, Eric Reed, Tomasz Stańko, Vincent Herring und der Marsalis-Familie. Ferner war er Mitbegründer des New Jazz Workshop of Hartford; 2012 erschien das Debütalbum der Gruppe, Underground. Ende 2020 legte er mit seiner Frau Brandee Younger das Album Force Majeure vor.
Douglas unterrichtete am The Artist Collective in Hartford und bei Martocchio Music in Simsbury. Gegenwärtig arbeitet er in den Bands von Louis Hayes, Ravi Coltrane, Papo Vázquez und Cyrus Chestnut; unter eigenem Namen legte er mehrere Alben vor. Im Bereich des Jazz war er zwischen 2005 und 2017 an 51 Aufnahmesessions beteiligt, u. a. auch mit Joel Frahm, Josh Evans, J. D. Allen, Masahiro Nakagawa, Marcus Printup und Eric Alexander.

## Diskographische Hinweise

### Als Bandleader
- 2012: Underground, Independent
- 2012: Walkin' My Baby Back Home, Venus Records
- 2012: Ganbare Nippon, Venus Records
- 2013: Dezron Douglas Live at Smalls, Smalls Live
- 2016: DE3: Live at Maxwells, Sunnyside Records
- 2017: Soul Jazz, Venus Records
- 2018: Black Lion, Independent
- 2019: Solomon Grundy, Independent

### Als Begleitmusiker
Mit Cyrus Chestnut
- 2007: Cyrus Plays Elvis
- 2010: Journeys
- 2010: The Cyrus Chestnut Quartet
- 2010: Plenty Swing, Plenty Soul: Live at Dizzy's mit Eric Reed
- 2011: Moonlight Sonata
- 2013: Soul Brother Cool

Mit Brandee Younger
- 2011: Prelude, Independent
- 2014: The Brandee Younger 4tet, Live at the Breeding Ground, Independent
- 2015: Supreme Sonacy, Blue Note Records / Revive Music
- 2016: Wax & Wane, Independent / Revive Music
- 2018: A Day in the Life: Impressions of Pepper, Impulse!
- 2019: Soul Awakening Independent

Mit Steve Davis
- 2008: Outlook
- 2011: Images
- 2019: Correlations

Mit Louis Hayes
- 2014: Return of the Jazz Communicators
- 2014: Live at Cory Weeds Cellar Jazz Club
- 2017: Serenade for Horace

Mit Makaya McCraven
- 2018: Universal Beings

Mit Greg Abate
- 2021: Magic Dance: The Music of Kenny Barron